# Oligoneuriella rhenana
Espèce
Oligoneuriella rhenana est une espèce d'insectes appartenant à l'ordre des éphéméroptères, ainsi nommé en raison de la durée de vie éphémère de ces insectes qui meurent rapidement après s'être reproduit, juste après que l'adulte a émergé de l'eau.
Comme d'autres membres de cette famille (Oligoneuriidae) cette espèce est en voie de régression, bien qu'autrefois massivement présente sur certains fleuves et rivières. Elle était si abondante qu'on appelait appelé "manne" ou « manne blanche », les nuées d'insectes de cette espèce (et d'autres, proches) émergeant massivement de l'eau pour la reproduction et la ponte, et en raison probablement aussi de ses mœurs perçues comme crépusculaires (en réalité également nocturnes).
Les pêcheurs utilisaient les larves récoltées dans les sédiments comme appât pour la pêche, et les adultes pour la pêche à la mouche.

## Caractéristiques physiques
- Nymphe : de 12 à 18 mm pour le corps
- Imago :
  - Corps : ♂ 14 à 17 mm, ♀ 10 à 15 mm
  - Cerques : ♂ 10 à 14 mm, ♀ 5 à 7 mm
  - Ailes : de 12 à 15 mm

## Éthologie
Oligoneuriella rhenana (comme Ephoron virgo qui lui ressemble) passe l'essentiel de sa vie sous forme de larve dans le sédiment, et ne mène qu'une brève existence (comme le rappelle le nom (éphémère) des insectes de cette famille ; la durée de son existence (aérienne) n'excédant jamais quelques heures.

Les nuées qu'il forme lors des émergences spectaculaires (en août), en raison de son aspect blanchâtre donnent l'impression d'une tourmente de neige... mais sans vent et en plein mois d'août.

## Aire de répartition
Oligoneuriella rhenana était une espèce extrêmement répandue en Europe, plutôt sur les rivières oxygénées et froides. Mais elle est en régression dans une grande partie de son aire naturelle de répartition, probablement pour plusieurs raisons dont
- l'artificialisation des bassins versants et cours d'eau,
- la pollution de l'eau et des sédiments,
- et pour l'adulte, en raison de la pollution lumineuse.

## « Éclosion »(émergence)
De juillet à fin août, cette espère émerge en nuées denses (parfois dites éclosions ), toujours à la tombée du jour, avant l'accouplement et la ponte, la nuit.

## État des populations, pressions, menaces
Cette espèce est en forte régression et semble avoir disparu d'une grande partie de son aire naturelle de répartition.

On ne la trouve plus en grande quantité (« mannes blanches ») qu'exceptionnellement et sur les parties sauvages de certaines rivières (le Cher par exemple en France).
Cette espèces et celle de sa famille détectent la polarisation de la lumière, ce qui semble notamment leur servir à détecter les surfaces en eau. Elle est également particulièrement vulnérable à la pollution lumineuse et à la pollution par la lumière polarisée.
Elle est fortement attirée par les luminaires de l'éclairage public (ou privé) qui constituent pour elle un piège écologique. Là où cette espèce est encore abondante, on peut même observer un tapis d'insectes en train de pondre sur le macadam éclairé par les luminaires et des nuées de ces insectes autour des lampes. Le matin le sol est couvert de cadavres d'insectes.